# První židovská válka
Jako první židovská válka se označuje židovské celonárodní povstání proti Římu, které vypuklo v Jeruzalémě v roce 66. Povstání potlačily až římské legie pod vedením nejprve Vespasiana, od roku 69, kdy se Vespasianus stal císařem, pak jeho syna Tita. Válka skončila dobytím Jeruzaléma na podzim roku 70, při němž byl zničen Druhý chrám. Válka prakticky skončila dobytím hlavního židovského města, ale měla i dohru spočívající v dobývání posledních pevností, z nichž první byla Machairús na východním břehu Mrtvého moře, a poslední Masada na západním břehu. Ta padla v roce 73 (podle jiných až v roce 74).
Podrobnou zprávu o této válce zanechal její očitý svědek, účastník a zpočátku jeden z velitelů židovských sil, Flavius Iosephus ve své knize Válka židovská.

## Příčiny

### Nespokojenost arozštěpení židovské společnosti
Když roku 66 n. l. vypukla První židovská válka, nejednalo se v žádném případě o překvapující událost. Živná půda pro toto povstání vznikala dlouhou dobu. Nespokojenost v židovské společnosti průběhem času celkově vzato stoupala. Projevem tohoto byly myšlenkové skupiny, které postupně vznikaly již od makabejského povstání.
Jako první se zřejmě ještě během povstání vydělila skupina esejců, když někteří zbožní Židé viděli, že toto povstání nejenže nevede ke kýženým výsledkům, ale že dokonce samotní Hasmonejci, zejména Alexandr Janaj (podle některých Jochanan Hyrkán), koncentrují v rukách moc královskou i kněžskou a sami podléhají vlivům helénismu. Tato skupina se odebrala do ústraní k Mrtvému moři (zejména do oblasti Kumránu), později však významná esejská komunita žila i v Jeruzalémě a mnozí členové také roztroušeni po celé oblasti obývané Židy. Vyznačovali se asketickým životem, obzvláštní zbožností a horlivým studiem posvátných textů – část z těchto textů zůstala dvě tisíciletí ukryta v jeskyních u Mrtvého moře a byla objevena až v polovině 20. století.
Dalším hnutím, na jejímž počátku stála nespokojenost, byli farizeové. Vymezovali se zejména proti saduceům, což byla jeruzalémská kněžská aristokracie, která však spíše než na bohoslužbu dbala na politické a mocenské zájmy, a která tak proto neměla širší oporu v široké vrstvě zbožných prostých Židů. O ty se naopak opírali právě farizeové, kteří žádali návrat k původním myšlenkám makabejského povstání – tedy návrat ke službě Hospodinu. Na rozdíl od esejců se farizeové neuzavírali, ale naopak se snažili přenést náboženské ideály do politické praxe, takže se často sami dopouštěli činů, kvůli kterým kritizovali saduceje. Jejich vstupování do politiky ovšem mnohdy naráželo na odpor saduceů a vládnoucích Hasmonejců, kteří farizeje mnohdy krutě pronásledovali, především Alexandr Janaj, který je téměř vyvraždil během občanské války. Změna nastala po králově smrti s nástupem královny Salómé Alexandry.
Další dělicí čarou ve společnosti byla averze mezi Židy a Samaritány. Přátelští nebyli ani Idumejci, kteří byli poté, co podlehli expanzi Jochanana Hyrkána (135–104), přinuceni nechat se obřezat a přijmout židovství.

### Římská nadvláda

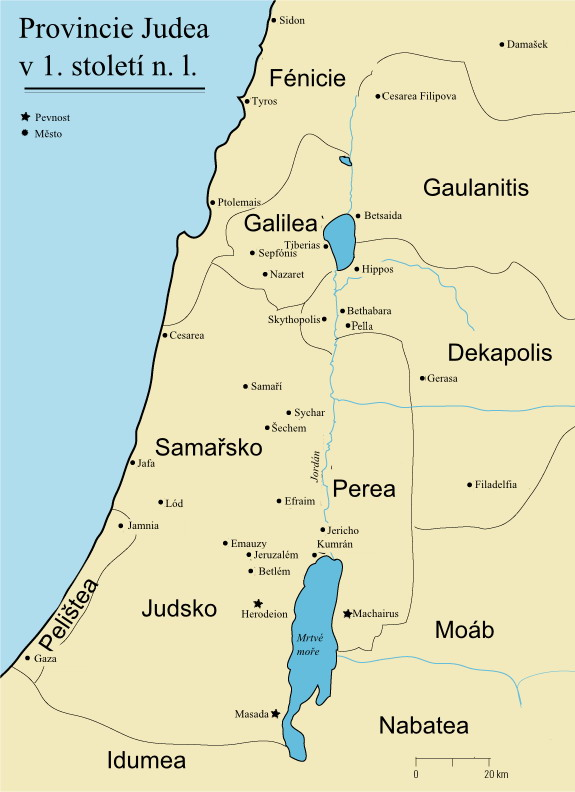
Provincie Judea v 1. stol. n. l.

Judsko sice v makabejském povstání získalo samostatnost, nicméně hrozba seleukovské nadvlády trvala nadále. Jako mnohé tehdejší malé státy ve východním Středomoří (např. Pergamon a Rhodos), tak i Judea se stále více přikláněla k římské říši a doufala v její pomoc, a to již od makabejské války.
Římané sice roku 64 př. n. l. skutečně seleukovskou říši rozdrtili, bylo to však v době, kdy neustálé spory o moc byly obzvlášť vyhrocené – tehdy o vládu soupeřili dva synové Salome Alexandry, Aristobulos II. a Hyrkán II. Každý z nich chtěl využít římské přítomnosti k tomu, aby právě jemu Římané pomohli. Přes prvotní náklonnost Aristobulovi nakonec podpořili Hyrkána, který se těšil sympatiím lidu. Pompeius nakonec roku 63 př. n. l. vtáhl s vojskem na území Judska. Když oblehl Jeruzalém, nastal uvnitř města rozbroj, protože přívrženci Aristobúla město bránili, zatímco Hyrkánovi stoupenci Římanům otevřeli brány a předali jim královský poklad. Hyrkánovi však byl Pompeiem svěřen pouze velekněžský úřad, nikoli již královský.
Takto se Judea dostala pod římskou vládu. Římský místodržící Gabinus zemi rozdělil na pět berních obvodů, čímž oslabil dřívější centralismus a snadněji prosazoval římské zájmy. Míra bezprostřednosti římské vlády se měnila: od přímé vlády římského místodržitele, po vládu Idumejce Heroda – i ten však byl římským vazalem, právo království zakládal na římském právu a byť se snažil (např. velkolepou přestavbou jeruzalémského chrámu) získat sympatie Židů, nikdy je zcela nezískal.
Po sporech o Herodovo následnictví se nakonec Judea stala roku 6 n. l. římskou provincií, spravovanou římskými prokurátory, sídlícími v Caesareji, z nichž nejznámější je Pontius Pilatus, který byl vůči židovským záležitostem dosti bezohledný – přenesl římské zástavy do Jeruzaléma, výstavbu akvaduktu financoval z chrámového pokladu, a dokonce se snažil postavit v jeruzalémském chrámu sochu zbožštěného císaře Caliguly.
Takovými a podobnými kroky byl podnícen vznik další skupiny Židů, nazývaných zelóti (horlivci, žárlivci), hebrejsky kan'im (קנאים), kteří bojovali proti římské nadvládě, zejména proti daním, které římskou hegemonii symbolizovaly. Jejich učení bylo v mnohém podobné farizejskému, hnutí však bylo mnohem radikálnější a nabývalo podoby banditismu.
Roku 44 n. l. se dostala pod přímou římskou správu celá Palestina. Prokurátoři, kteří tuto oblast spravovali, však byli stále více neschopní udržet v zemi pořádek, neuváženě zvyšovali daně a spíše se snažili vyzískat co nejvíce pro sebe, dokud to bylo možné. Narůstal počet srážek s Židy, rostl vliv zelótů, kteří přišli s novou taktikou, kdy v nepřehledném davu vraždili dýkami své odpůrce. Vedle zelótů vznikaly i další malé tlupy, které mohly díky úplatnosti římských úředníků beztrestně olupovat umírněné občany. Dokonce i kněžská a městská aristokracie si začala vytvářet bojůvky. V této zmatené a nejisté situaci zároveň přibývalo mesianistických proroků i demagogů. Země se tak ocitla na pokraji chaosu.

## Průběh povstání

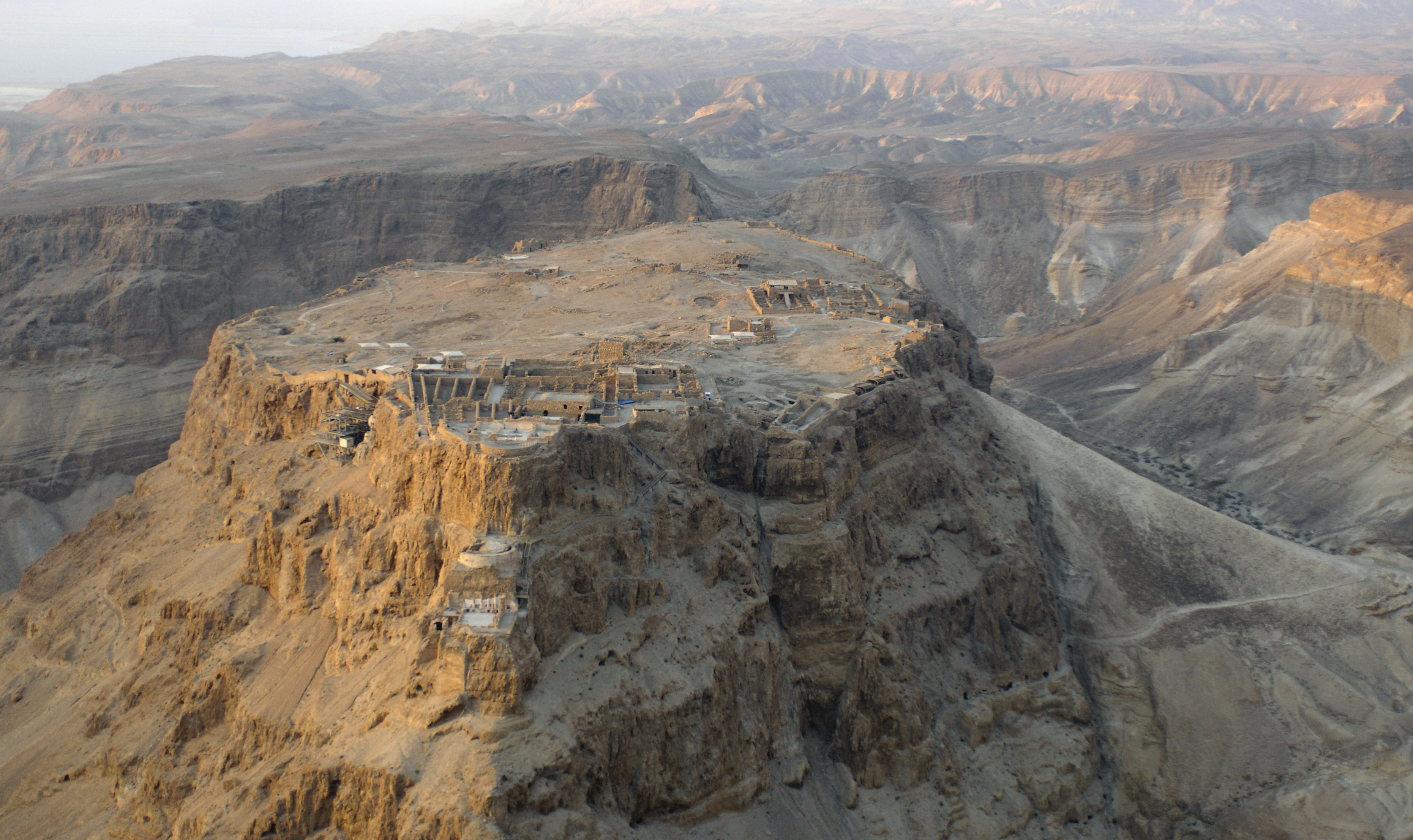
Pevnost Masada

### Počátek povstání (66 n. l.) a válka v Galileji (67 n. l.)
Když v této napjaté situaci poslední římský prokurátor Gessius Florus (64–66) Židy neustále svými rozhodnutími provokoval, vrcholem čehož bylo vyplenění chrámového pokladu, vypuklo povstání – zelóti vypálili archív jeruzalémské radnice, kde byly uschovány dlužní úpisy, čímž si získali vrstvu chudých, dobyli pevnost Masadu a v chrámu přestaly být přinášeny oběti za císaře.
Avšak již na počátku povstání se projevila obrovská rozštěpenost židovské společnosti. Zelóti bojovali nejen proti římským vojákům (ti město brzy opustili), ale také proti všem zastáncům míru, mezi které patřily zejména vyšší bohatší vrstvy – velekněze Ananiáše dokonce zavraždili. Brzy se však začali štěpit i samotní zelóti.
Pořádek v oblasti měl zajistit Cestius Gallus, římský místodržitel v Sýrii, který vytáhl do Judska. Pod tímto tlakem byly jednotlivé židovské frakce nuceny se do jisté míry sjednotit – a společně tak potom byli schopni Galla porazit. Po tomto vítězství Židů již odpůrci povstání téměř neexistovali. Dokonce samotný velekněz a kněží se ujali iniciativy v systematickém vedení války a do jednotlivých částí země vyslali velitele, kteří měli povstání organizovat.
Jedním z významných velitelů se stal Josef ben Matitjahu, který byl poslán do Galileje, kde velel obraně Galileje a poté pevnosti Iótapata.
Vespasianus přitáhl se třemi legiemi a dalšími pomocnými sbory ze severu do Galileje. Židovské oddíly byly rozděleny frakčními sváry (osobní nepřátelství panovalo především mezi Janem z Giskaly a Josefem). Josef se se svojí posádkou uchýlil do pevnosti Iótapata, při jejímž obléhání málem Vespasianus přišel o život. V beznadějné situaci padlo mezi obránci rozhodnutí v té době obvyklé - spáchat sebevraždu. Jako poslední ji měl spáchat právě Josef, který tak ale neučinil a vzdal se Římanům. Do konce roku 67 tak byla celá Galilea v rukou Římanů. Jako poslední padlo rodné město Jana z Giskaly, Guš Chalav.

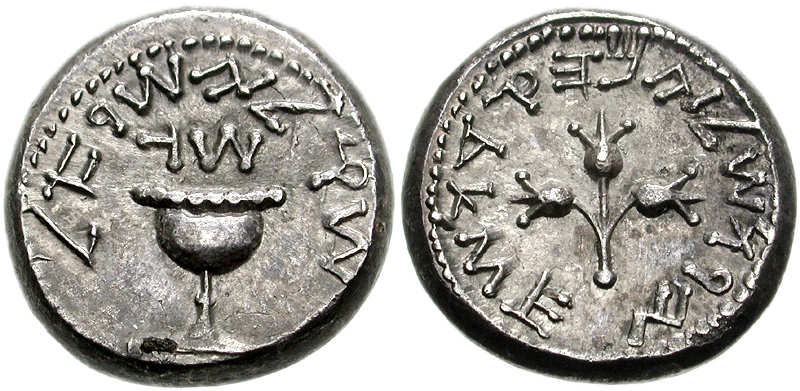
Mince ražené židovskými povstalci

Samotný Josef se zachránil tím, že Vespasianovi prorokoval, že se stane císařem. Vespasiana toto zaujalo natolik, že jej Josef dále doprovázel na jeho tažení jako zajatec. Když se Vespasianus roku 69 skutečně císařem stal, byl Josef propuštěn a přijal jméno Josephus Flavius. Stal se tak očitým svědkem Vespasianova tažení. Později pak předchozí události i celou válku popsal ve svém díle Válka židovská. Toto dílo je však nutno brát s jistou rezervou, protože se jedná do značné míry o sebeobhajobu, v níž Josephus vysvětluje změnu svého postoje k Římanům. Josephus například ve své autobiografii tvrdí, že do Galileje přišel, aby tuto oblast zklidnil a zachoval ji loajální vůči Římanům, protože jen část Galilejců podporovala vzpouru. To je však překroucení faktů, protože naopak téměř celá Galilea válku podporovala. Samotný Josephus zavedl ve svých židovských vojenských jednotkách, které zahrnovaly 100 000 pěšáků a 5 000 jezdců, přísnou disciplínu a opevnil galilejská města.

### Dobývání Jeruzaléma (68–70 n. l.)
Po zpacifikování Galileje postupoval Vespasianus na jih a dobyl okolí Jeruzaléma. V té době už v tomto městě zuřila občanská válka – proti sobě stály frakce jednotlivých vůdců povstání - Menachema Galilejského, Jana z Giskaly a Šim’ona bar Giory.
Postup Římanů byl nakrátko zdržen událostmi v Římě. Roku 68 spáchal římský císař Nero sebevraždu a po rychlém vystřídání jeho několika nástupců byl roku 69 císařem provolán právě Vespasianus. Opustil tedy Judeu a velení předal svému synovi Titovi. Ten se rozhodl Jeruzalém obklíčit a nechat vyhladovět. Vůdcové jednotlivých židovských frakcí v této krizové situaci spatřili nutnost se sjednotit, nicméně kvůli vyhladovění byla obrana města velmi obtížná.

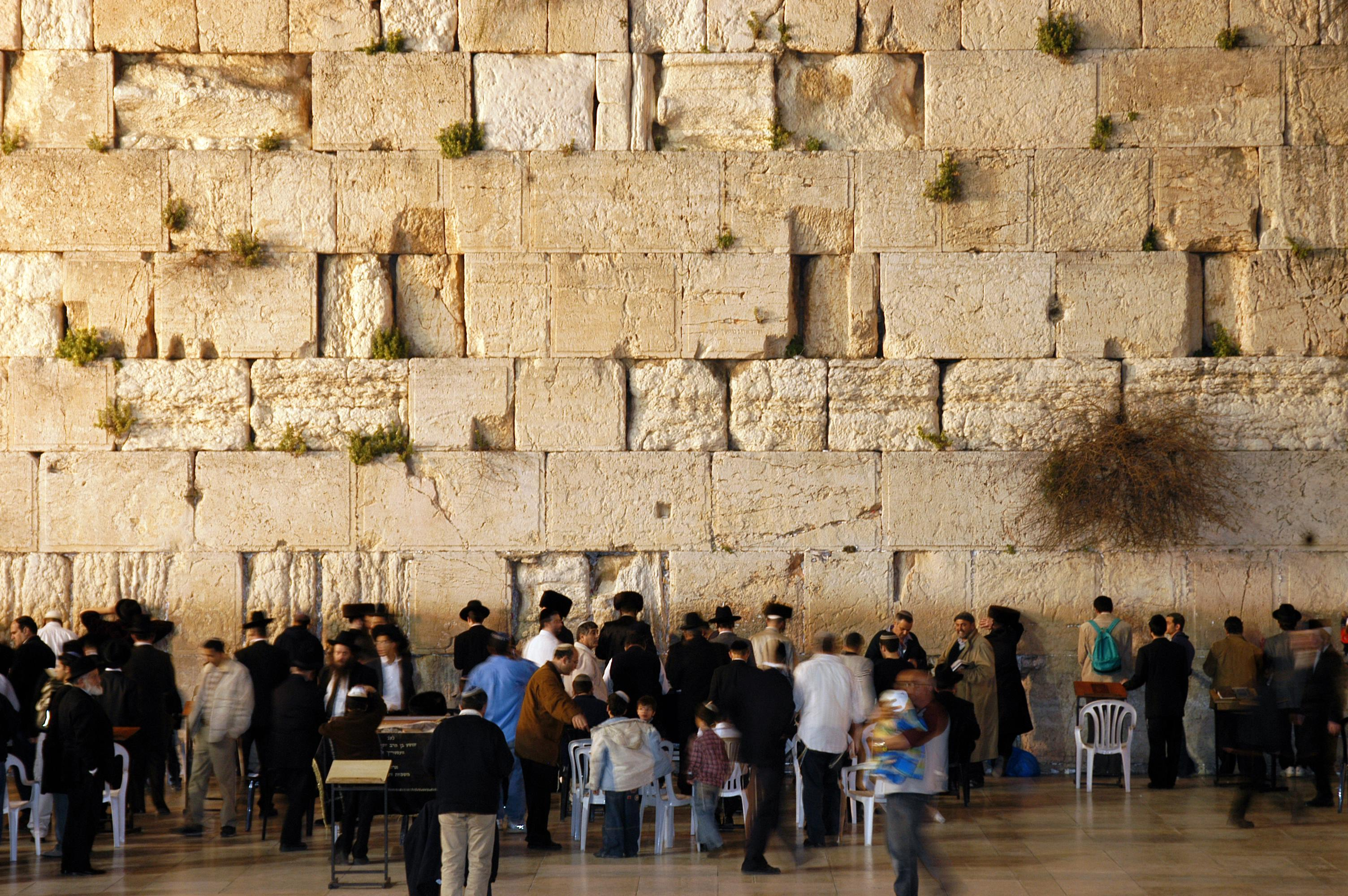
Židé modlící se u Zdi nářků, zbytku základů Chrámu.

Římské vojsko dobylo postupně Nové město a přiblížili se k hlavnímu opěrnému bodu města, Antoniově pevnosti a Chrámové hoře, nakonec byl 9. dne měsíce avu roku 70 vypálen Chrám a zbytek města padl během následujícího měsíce. Titus poručil většinu města srovnat se zemí, kromě tří věží nacházejících se na západní hradbě města (dnešní tzv. Davidova věž).
Brzy po zničení Jeruzaléma začali Židé přemýšlet, proč se tak stalo – až pozdě si uvědomili osudné důsledky své nejednoty. Jedna z těchto úvah je zachycena i v Midraši:
| „ | V noci na 9. av, kdy Bůh zničil druhý Chrám, šel Abraham k Bohu a ten se ho zeptal, proč přichází. Abraham se zeptal: »Pane, kde jsou moje děti?« Bůh odpověděl: »Zhřešily, a proto jsem je vyobcoval ze společenství národů.« Abraham se zeptal: »To nebyli mezi nimi žádní spravedliví?« Nato mu Bůh řekl: »Kolik jich bylo? Nikdo nebyl spravedlivý, neboť se každý radoval z neštěstí druhého a každý svého bližního nenáviděl.« | “ |

### Konec povstání (70–74 n. l.)

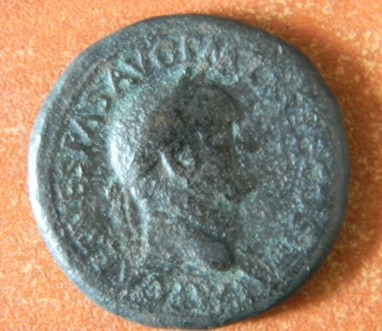
Vespasianův měděný Sestertius, mincovna Řím, ražená roku 71 Anno Domini, na dobytí Jeruzaléma Římany

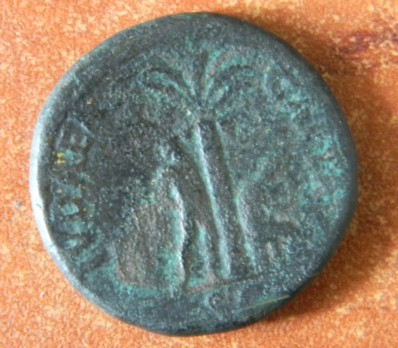
Revers mince s opisem IVDAEA CAPTA, neboli lat. "Judea pokořena"

Po dobytí Jeruzaléma kladlo Římanům odpor již jen několik pevností – Héródeion, Macháirús a Masada. Jako poslední vydržela Masada. Byla proto obklíčena římskou 10. legií pod vedením generála Lucia Flavia Silvy. Pevnost však byla odolná proti přímému útoku, a proto bylo rozhodnuto o odříznutí přístupových cest a vyhladovění osob na Masadě. Díky velmi dobrým zásobám se podařilo židovským povstalcům přečkat několik let. Římští ženisté však postupně postavili rampu, která jim umožnila beranidlem prorazit hradbu pevnosti. V roce 73 tak byli Římané připraveni k závěrečnému útoku. V noci před předpokládaným útokem promluvil vůdce zélótů a pevnosti El'azar ben Ja'ir ke svým stoupencům a připomněl jim společné odhodlání nikdy nebýt sluhy Římanů ani jiného Boha. Ti se nakonec všichni rozhodli pro hromadnou sebevraždu a vypálení všech staveb na Masadě. Když druhý den Římané vtrhli v plné zbroji do pevnosti, objevili na tisíc mrtvých obránců pevnosti. Příběh o tom, co se stalo, se Římané dozvěděli díky dvěma ženám, které se před hromadnou sebevraždou spolu s pěti dětmi ukryly v nádrži na vodu.
Když se Titus vrátil do Říma, byli zajatci vedeni v triumfálním průvodu, stejně jako předměty z Chrámu a Menora (svícen z jeruzalémského chrámu) – tato událost je zobrazena i na Titově triumfálním oblouku v Římě, který nechal postavit jeho bratr Domitianus. Zajatci pak byli předhozeni šelmám v cirku, Šimon bar Giora popraven jako vůdce povstání a Jan z Giskaly strávil zbytek života ve vězení.

## Důsledky konfliktu

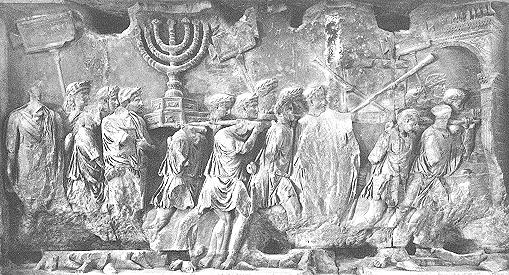
Legionáři nesou Menoru na Titově triumfálním oblouku v Římě

Důsledky První židovské války byly pro Židy drastické. Jeruzalém zůstal v troskách, mnohé osady v Judeji se vylidnily, část Židů odešla ze země, obyvatelstvo značně zchudlo.
Mnohem horší ranou však bylo zničení Chrámu, který byl centrem židovského náboženství, navíc chrámová daň začala být odváděna místo do Jeruzaléma do Jupiterova chrámu v Římě, což bylo pro Židy velmi ponižující, protože to de facto znamenalo modloslužbu. Jelikož nebyla naděje, že by Chrám mohl být obnoven, začaly židovské autority přemýšlet nad tím, jak zachovat židovské náboženství.
Vůdčí osobností se stal rabi Jochanan ben Zakaj, který se nechal podle legendy při obléhání Jeruzaléma zavřít do rakve a nechal se vynést z města ven. Ihned poté požádal Římany, aby mohl založit malou náboženskou školu v Javne. Této žádosti bylo vyhověno a učenci v Javne začali židovství přizpůsobovat novým podmínkám. Po zničení Chrámu se snažili přenést posvátnost bohoslužby na všechny oblasti každodenního života – každý dům se měl stát Chrámem, každý stůl oltářem, každý člověk knězem.
První židovská válka má tak pro dějiny Židů zásadní význam. Protože byl zničen Chrám (na kterém byli závislí saduceové) i esejská komunita v Kumránu, určili další směr judaismu farizeové – tato forma judaismu bývá nazývána jako rabínský judaismus a v jeho centru stojí Tóra a Talmud. Válka také způsobila úbytek a odliv židovských obyvatel, který pak byl definitivně stvrzen druhým neúspěšným protiřímským povstáním v letech 132–135 (Bar Kochbovo povstání či Druhá židovská válka).
Pro křesťany významnou dějinnou událostí byl zánik malé komunity původních Ježíšových následovníků přímo v Jeruzalémě. V křesťanském společenství tak role židokřesťanů ustoupila do pozadí a převahu získali pohanokřesťané (křesťané z římských a řeckých pohanů) – tento proud zastával Pavel z Tarsu. K definitivnímu odloučení židů a křesťanů pak vedlo ustavení rabínského judaismu, který křesťanství odmítl.